# Gustaf Adolf Giertta
Gustaf Adolf Giertta, född den 21 mars 1727 på Billsta i Frösunda socken, Stockholms län, död den 14 november 1781 på Hoka i Asarums socken, Blekinge län, var en svensk friherre och militär. Han var son till Christian Giertta. 
Giertta blev volontär vid Livregementet till häst 1738, korpral där samma år, sergeant vid Bousquets regemente 1743, livdrabant samma år, kaptenlöjtnant vid Österbottens infanteriregemente 1747 och kapten där 1749. Han tilldelades majors fullmakt 1761. Giertta blev överstelöjtnant och kommendant i Kristianstad 1762 samt slutligen överste och kommendant i Malmö. Han blev riddare av Svärdsorden 1761.